# Doreen Mirembe
Doreen Mirembe es una actriz, cineasta y productora ugandesa. Es la fundadora de la compañía cinematográfica Amani y asistente dental en Pan Dental Surgery. Ha actuado en numerosas películas y series de televisión, además de producir sus propias películas.

## Carrera
Además de participar en películas y comerciales de televisión, Mirembe ha aparecido en series de televisión como Deception NTV y Beneath The Lies de Nana Kagga. Fundó Amani House, su propia compañía cinematográfica y su primera proyecto, A Dog Story, fue una película experimental que obtuvo nominaciones a Mejor Cortometraje y ganó dos premios a Mejor Actor y Mejor Actriz en el Festival Internacional de Cine Pearl en 2006. Su segunda película fue titulada Nectar.
Mirembe es una asistente dental activa en servicio en Pan Dental Surgery, Kampala.

## Filmografía
| Año       | Serie de televisión           | Rol                | Notas                            |
| --------- | ----------------------------- | ------------------ | -------------------------------- |
| 2019 -    | Kyaddala                      |                    | Dirigida por Emmanuel Ikubese    |
| 2017 -    | The Honourables               | Honorable Specioza | creada por John Ssegawa          |
|           | Mistakes Girls Do             |                    |                                  |
| 2014–2016 | Beneath the lies - The Series | Mariam             | creada por Nana Kagga Macpherson |
| 2013–2016 | Deception NTV                 | Dr. Stephanie      |                                  |
|           | Nectar                        |                    |                                  |
| 2016      | New Intentions                | Favour             |                                  |
| 2015      | Queen of Katwe                |                    | Extra                            |
|           | Belated Troubles              |                    |                                  |
|           | No Lie                        | Flavia             | creada por Mariam Ndagire        |
|           | Love Makanika                 | Cindy              |                                  |

## Premios y nominaciones
| Premios | Premios                                     | Premios                         | Premios          | Premios   | Premios        |
| Año     | Premio                                      | Categoría                       | Película / Serie | Resultado | Nominado       |
| ------- | ------------------------------------------- | ------------------------------- | ---------------- | --------- | -------------- |
| 2017    | Festival Internacional de Cine de Zanzíbar  | Mejor cortometraje              | Néctar           | Nominada  |                |
| 2017    | Festival de cine de tugurios                | Mejor cortometraje              | A Dog Story      | Nominada  |                |
| 2017    | Festival de Cine Africano de Silicon Valley | Mejor cortometraje              | A Dog Story      | Nominada  |                |
| 2016    | Festival Internacional de Cine Pearl        | Mejor actriz en un cortometraje | A Dog Story      | Ganadora  | Doreen Mirembe |
| 2016    | Festival Internacional de Cine Pearl        | Mejor guion                     | A Dog Story      | Nominada  |                |
| 2016    | Festival Internacional de Cine de África    | Mejor cortometraje              | A Dog Story      | Nominada  |                |
| 2016    | Festival de Cine de Uganda                  | Mejor cortometraje              | A Dog Story      | Nominada  |                |
| 2016    | Festival de Cine Afro (ANANSE)              | Mejor cortometraje              | A Dog Story      | Nominada  |                |